# Đặng Văn Lâm
Đặng Văn Lâm (en russe : Лев Шонович Данг), né le 13 août 1993 à Moscou en Russie, est un footballeur international vietnamien, qui évolue au poste de gardien de but à Phu Dong Ninh Binh.

## Biographie

### Carrière en sélection
Il joue son premier match en équipe du Viêt Nam le 13 juin 2017, contre la Jordanie, qui s'est soldé par un score nul et vierge (0-0). Ce match rentrait dans le cadre des éliminatoires de la Coupe d'Asie 2019.
En fin d'année 2018, il participe au championnat d'Asie du Sud-Est. Lors de cette compétition, il joue six matchs. Le Viêt Nam remporte le tournoi en battant la Malaisie en finale.
En janvier 2019, il est retenu par le sélectionneur Park Hang-seo afin de participer à la phase finale de la Coupe d'Asie des nations, organisée aux Émirats arabes unis. Il joue cinq matchs lors de ce tournoi, qui voit le Viêt Nam s'incliner en quart de finale face au Japon (0-1). Il s'est distingué en huitièmes de finale contre la Jordanie lors de la séance de tirs au but, en stoppant la tentative d'Ahmed Samir (en) (1-1, 4 t.a.b. à 2).

## International
Statistiques au 21 novembre 2023
| Équipe nationale | Année | Apps | Buts |
| ---------------- | ----- | ---- | ---- |
| Viêt Nam         | 2017  | 2    | 0    |
| Viêt Nam         | 2018  | 9    | 0    |
| Viêt Nam         | 2019  | 12   | 0    |
| Viêt Nam         | 2021  | 1    | 0    |
| Viêt Nam         | 2022  | 7    | 0    |
| Viêt Nam         | 2023  | 11   | 0    |
| Total            | Total | 42   | 0    |

## Palmarès
Cerezo Osaka :
- Coupe de la Ligue japonaise : Finaliste en 2021

Bình Định :
- Coupe du Viêt Nam : Finaliste en 2022 (en)

Viêt Nam olympique (en) :
- Coupe VFF (en) : Vainqueur en 2018 (en)

Viêt Nam :
- Championnat d'Asie du Sud-Est : Vainqueur en 2018 (en), Finaliste en 2022
- King's Cup : Finaliste en 2019 (en)
- Coupe VFF (en) : Vainqueur en 2022 (en)

Distinctions individuelles :
- 11-type du Championnat d'Asie du Sud-Est : 2018 (en), 2022[3]
- 11-type de la Fédération d'Asie du Sud-Est : 2019[4]